# Sat-Chit-Ananda
Sat-Chit-Ananda (Sanskrit, zusammengeschrieben सच्चिदानन्द, Satchidananda oder saccidānanda) ist die Beschreibung des eigentlich attributlosen Brahmans im Vedanta. Zusammengesetzt aus:
- Sat (सत्) - Zustand des Seins oder der Existenz an sich, auch Wahrheit
- Chit (चित्) - Bewusstsein, Verstand, auch Wissen. Wird meist im Sinne eines reinen unpersönlichen Bewusstseins verstanden.
- Ananda (आनन्द) - Freude, Glückseligkeit. Die reine Freude Brahmans gilt in den Upanishaden als höchste Form unbedingten Glücks.

## Herkunft
Sat-Chit-Ananda wird in vielen Schriften als grundlegende Beschreibung Brahmans erwähnt, taucht aber zuerst in der Nrisimha-Uttara Tapaniya Upanishad und der Rama-Uttara Tapaniya Upanishad auf. Paul Deussen vermutet einen Zusammenhang zu Satyam Jnanam Anantam Brahman der älteren Taittiriya Upanishad:
- Satya (सत्य) - Wahrheit, die eigentliche nichtempirische Realität.
- Jnana (ज्ञान) - Wissen, Erkenntnis, jenseits der Dualität
- Ananta (अनन्त) - Grenzenlos, Unendlich.

Nach Paul Deussen könnte Anantam aber auch die korrupte Form von Anandam (Glückseligkeit) sein, da in der Taittiriya Upanishad direkt danach das Anandavalli folgt, welches Brahman als höchste Form des Ananda beschreibt.

## Verschiedene Interpretationen

### Sri Aurobindo
Für Sri Aurobindo ist Sat-Chit-Ananda eine Beschreibung des Brahman, des höchsten göttlichen Wesens. So erklärt er in seinem Werk Isha Upanishad: „Gott ist Sachchidananda. Er manifestiert Sich als unendliches Sein, dessen Wesen Bewusstsein ist, dessen Wesen wiederum Glückseligkeit ist…“ Ferner führt er in einem Brief aus: „Sachchidananda ist der Eine [the One] mit einem dreifachen Aspekt. Im Höchsten sind die drei nicht drei, sondern eins – Sein ist Bewusstsein, Bewusstsein ist Glückseligkeit, und so sind sie untrennbar, nicht nur untrennbar, sondern so sehr einander, dass sie gar nicht voneinander verschieden sind.“ Und ferner: „Es gibt keine Ebene jenseits von Sachchidananda.“

### Yukteswar
Yukteswar, der Lehrer Yoganandas, stellt in seinem Buch Die göttliche Wissenschaft Sat (das reine Sein) über Chit (Bewusstsein) und Ananda (Seligkeit). Im Vishnuismus beschreibt die Brahma-Samhita Krishna als Sat-Chit-Ananda-Vigraha, also die Gestalt (Vigraha), welche diese Eigenschaften besitzt.